# Shary (Siedlung)
Shary (ukrainisch Згари; russisch Згары Sgary, polnisch Zhary) ist eine in der Westukraine liegende Siedlung mit etwa 30 Einwohnern (2001).
Shary besteht mindestens seit dem 19. Jahrhundert und liegt im Gorgany, einem Gebirgszug der Waldkarpaten, im Südwesten des Rajon Nadwirna der Oblast Iwano-Frankiwsk, etwa 35 Kilometer südwestlich der Rajonshauptstadt Nadwirna nahe der Grenze zur Oblast Transkarpatien.
Am 5. März 2020 wurde die Ansiedlung ein Teil der neu gegründeten Landgemeinde Poljanyzja im Rajon Nadwirna, bis dahin war sie ein Teil der Landratsgemeinde Bystryzja im Südwesten des Rajons.